# Emerald Mountain (Alabama)
Emerald Mountain es un lugar designado por el censo ubicado en el condado de Elmore en el estado estadounidense de Alabama. En el año 2010 tenía una población de 2506 habitantes.

## Geografía
Emerald Mountain se encuentra ubicado en las coordenadas 32°26′53″N 86°5′39″O / 32.44806, -86.09417.